# Pseudothalera
Pseudothalera är ett släkte av fjärilar. Pseudothalera ingår i familjen mätare.
Kladogram enligt Catalogue of Life:
| Pseudothalera | \| \| Pseudothalera carolinae \| \| \| \| \| \| Pseudothalera obscuristrigata \| \| \| \| \| \| Pseudothalera simpliciaria \| \| \| \| \| \| Pseudothalera stigmatica \| \| \| \| |
|               | \| \| Pseudothalera carolinae \| \| \| \| \| \| Pseudothalera obscuristrigata \| \| \| \| \| \| Pseudothalera simpliciaria \| \| \| \| \| \| Pseudothalera stigmatica \| \| \| \| |
|               | Pseudothalera carolinae |
|               | |
|               | Pseudothalera obscuristrigata |
|               | |
|               | Pseudothalera simpliciaria |
|               | |
|               | Pseudothalera stigmatica |
|               | |